# Amicta nigrescens
Amicta nigrescens är en fjärilsart som beskrevs av Otto Staudinger 1899. Amicta nigrescens ingår i släktet Amicta och familjen säckspinnare. Inga underarter finns listade i Catalogue of Life.